# Ambrosio Cotes

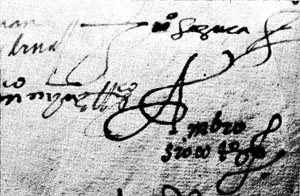
Signatura d'Ambrosio Cotes el 1576.

Ambrosio Cotes (Villena, 1550? — Sevilla, 1603) va ser un compositor valencià. La seua procedència va ser discutida fins a la troballa, el 1965, d'un expedient de genealogia i netedat de sang a l'arxiu de la Catedral de Granada. Fins aleshores havien existit diverses teories, havent-se especulat fins i tot amb un possible origen belga. En algunes ocasions, el compositor apareix designat com Coronado de Cotes.

## Biografia
Cotes descendeix per línia paterna d'una família de probable origen basc establerta a Moixent i a la Font de la Figuera, mentre que els seus ascendents per línia materna són originaris de Villena fins a, almenys, els seus besavis. El seu pare, el fontí Francisco Cotes, es va casar al voltant del 1547 amb Isabel Sánchez a l'església de Santa Maria de Villena, on va estar a càrrec de les salines de la llacuna de la ciutat. Ambrosio Cotes va haver de nàixer entre 1550 i 1555 i va ser batejat en aquesta església de Santa Maria. La seua infància va haver de discórrer en alguna de les cases que el seu pare posseïa al carrer Calpena, al barri del Raval de Villena. A l'arribar a l'edat d'estudiar, se'l va enviar a un monestir de Teatins que es trobava en terme de Iecla.
El 1573, amb uns 23 anys, ja era clergue i havia obtingut un dels beneficis de l'església Arxiprestal de Sant Jaume de Villena. El seu accés va haver de ser com a Mestre de Capella, segons s'extreu d'una declaració de Francisco Martínez de Espejo:«[…] Ambrosio Cotes, si no fuera cristiano viejo y limpio de toda rraça y fama de judio no fuera admitido al beneficio de magisterio que tiene en la yglesia de Señor Santiago desta çiudad [...]». Siga com siga, en 1576 a molt tard ja ostentava aquest càrrec que va conservar fins a 1581. De les obres que segurament va compondre en aquest període no se'n conserva cap, donada la crema d'aquesta església el 1936, durant la Guerra Civil.
El 1581 va ser nomenat Mestre de Capella a la Capella Reial de Granada, en substitució de Rodrigo de Ceballos. El 1596 va obtenir, per unanimitat del capítol i amb dispensa dels exercicis d'oposició, el magisteri de capella de la catedral de València, que va exercir fins al 1600 en què va presentar la seua renúncia al càrrec. En aquest mateix any va passar a ocupar, després d'una oposició, el de Mestre de Capella a la Catedral de Sevilla. Va morir a Sevilla l'any 1603.

## Obra musical
Se'l considera el precursor del policoralisme a València. Com succeeix amb altres autors de l'època, els seus villancets i chanzonetas s'han perdut, conservant-se vint-i-cinc composicions polifòniques a la Capella Reial de Granada, a banda de quatre peces sense lletra publicades per López Calo, qui opina que són les úniques obres instrumentals per a església que es conserven del segle XVI; a la Catedral de València es conserva una Missa i en el Col·legi del Patriarca es conserven tres motets. Algunes de les seues obres es van copiar i es van portar a Amèrica, on es conserven. Entre les seues obres s'inclouen:
- Tres sèries de lamentacions.
- Un Officium defunctorum.
- Una missa.
- Mortus est Phillipus Rex, a 7 veu.
- Non in solo pane vivit homo, a 4 veus.
- Visionem quam vidistis, a 4 veus.
- Veni, sponsor Christi, a 4 veus.
- Quomodo sedet sola, a 5 veus.
- Vidi Angelum habentem Evangelium
- Cogitavit Dominus, a 4 veus.
- Prudentes virgines, a 4 veus (motet de noces, 1599).

## Discografia
- Opera Varia. Gil-Tarrega, Victoria Musicae Label: La Mà De Guido - LMG 2053.
- Los Motetes de Cuaresma (2003). Retrobem la nostra música, Diputació Provincial de València, CD nº 22.[5]